# Freedom of Information Act
A Freedom of Information Act (FOIA) az információs szabadságról szóló amerikai törvény. A FOIA-t 1966. július 4-én iktatta törvénybe Lyndon B. Johnson elnök, hatályba a következő év elején lépett.
A FOIA célja az amerikai kormányzat birtokában található információk nyilvánosságra hozatala. Ez a hozzáférési szabadság azonban néha szembekerül a kormány által titkosított vagy bizalmasnak tartott dokumentumok érzékeny voltával, valamint egyes magánérdekekkel. A FOIA csak a szövetségi szervezetek dokumentumaira alkalmazható.
A FOIA-hoz kapcsolódik az egyénekről szóló információk elérhetőségét szabályozó 1974-es Privacy Act. E törvény keretén belül egy egyénnek lehetősége van mindazon információk megismerésére, amelyeket a kormányzat vele kapcsolatban tárol. Amennyiben ezen információk valótlan adatokat is tartalmaznak, úgy az egyénnek joga van a hibák korrigálására, valamint törvényes úton is megtámadhatja a kormányt, ha a róla tárolt információkat az törvénytelen úton kezeli vagy használja fel.
A FOIA és a Privacy Act is rendelkezik kivételekkel – az előbbi kilenccel, az utóbbi tízzel – amely esetében a kért információkat a szövetségi kormány nem köteles kiszolgáltatni. A kivételek közé tartozik nemzetbiztonsági vagy külpolitikai ok, gyártási vagy üzleti titok, illetve a magánélet szentsége.